# América (Buenos Aires)
América is een plaats in het Argentijnse bestuurlijke gebied Rivadavia in de provincie Buenos Aires. De plaats telt 10.361 inwoners.

## Geboren
- Óscar Alfredo Ustari (3 juli 1986), voetballer

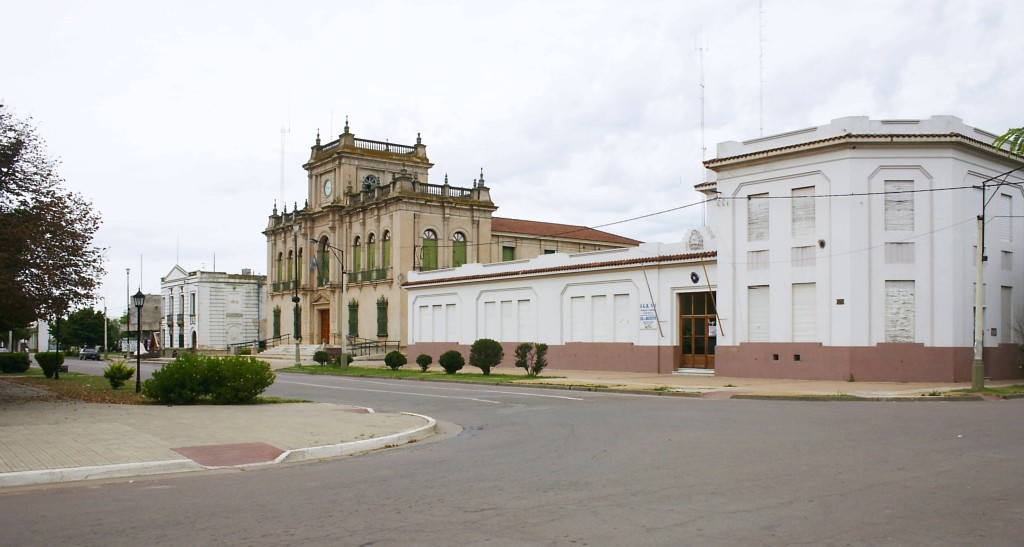
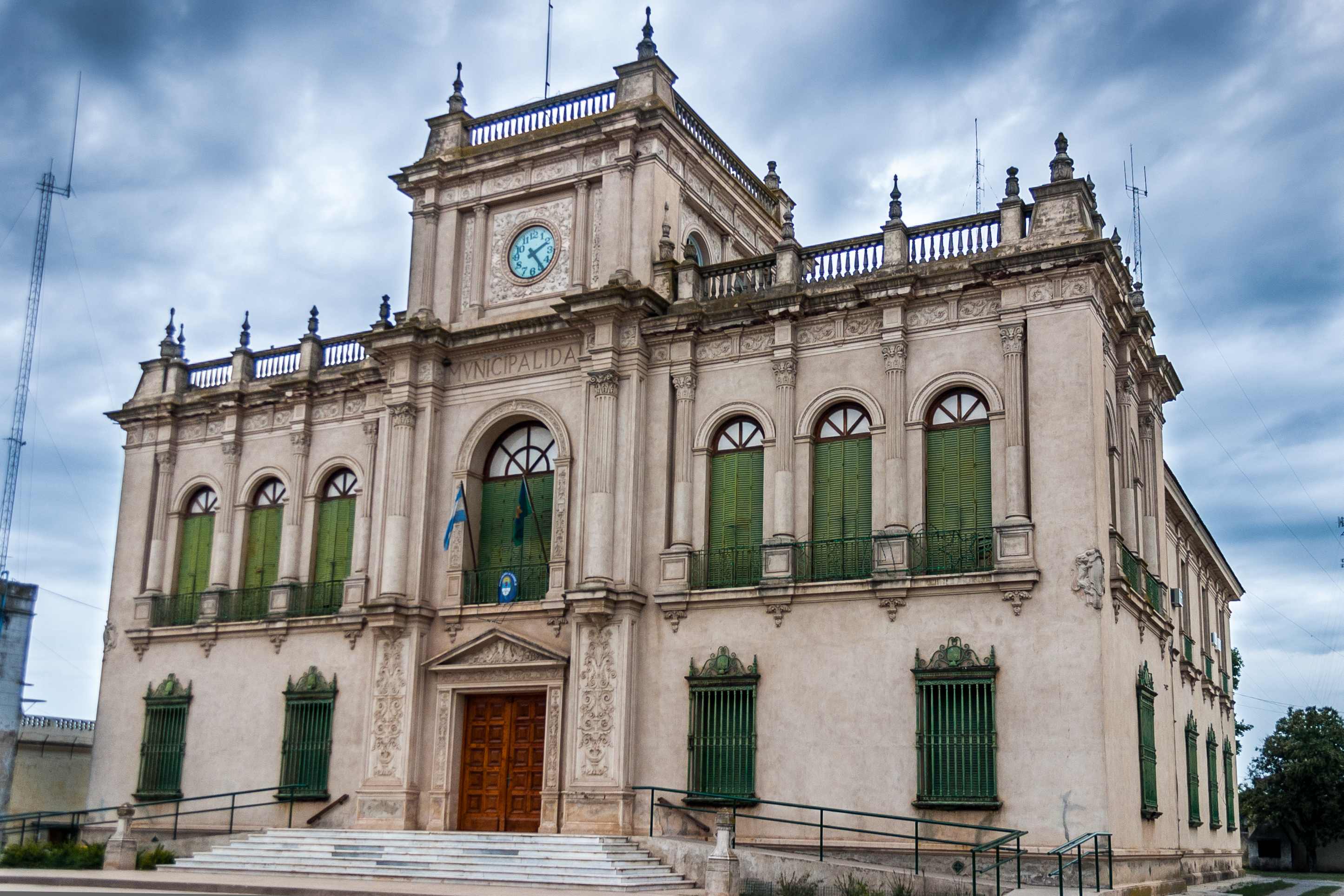
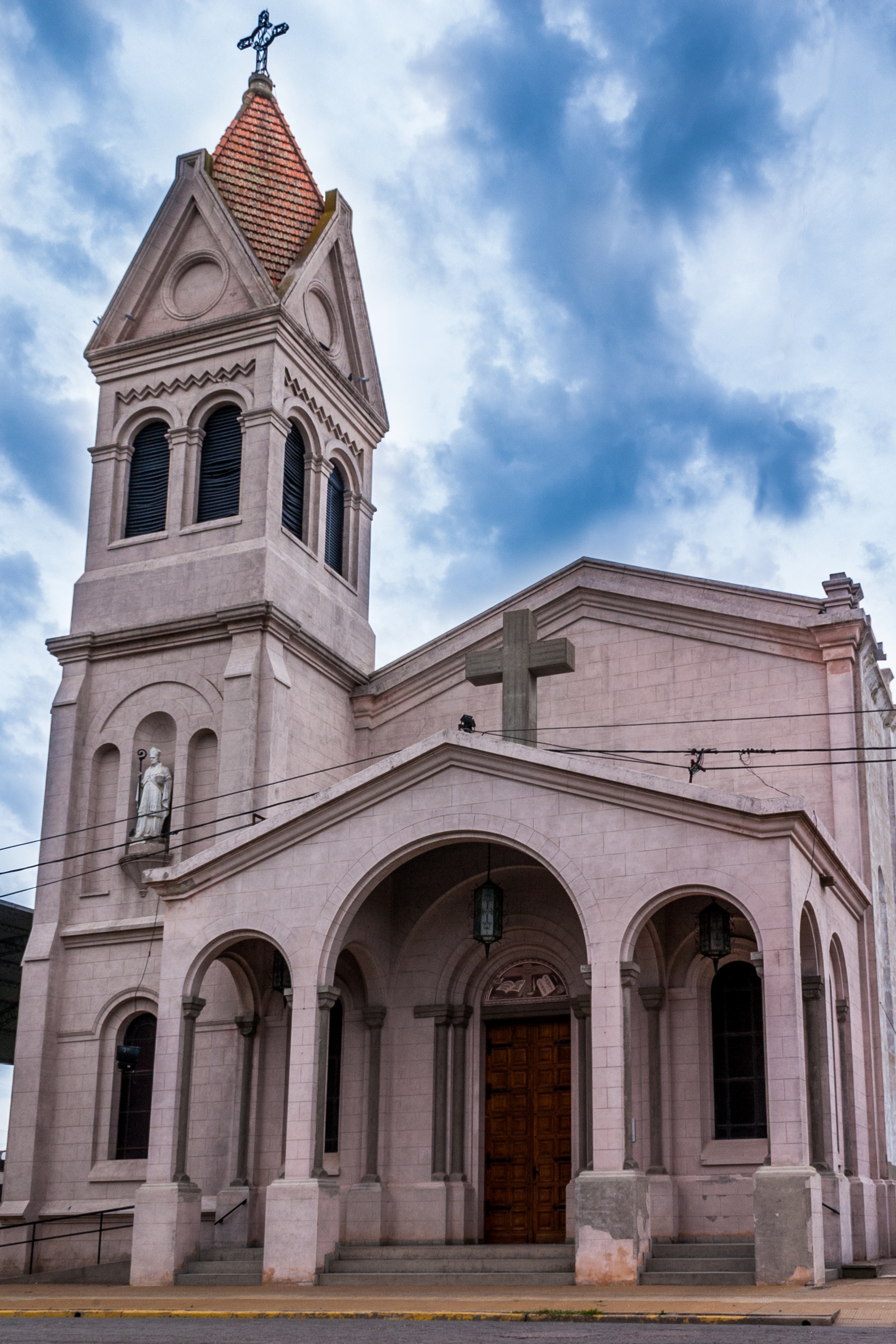